# Lower Lough Erne
Lower Lough Erne (irsky Loch Éirne Íochtair) je jezero na západě hrabství Fermanagh v Severním Irsku ve Spojeném království. Má rozlohu 105 km². Leží v nadmořské výšce 45 m a dosahuje hloubky 69 m. Je nejhlubší jezero na ostrově Irsko.

## Ostrovy
Na jezeře leží mnoho malých ostrovů a poloostrovů, které nesou pojmenování ostrov, kvůli velmi členitému pobřeží. Největší ostrovy jsou Boa, Cleenishmeen, Crevinishaughy, Cruninish, Devenish, Ely, Horse, Inish Doney, Inish Fovar, Inish Lougher, Inish More, Inishmacsaint, Inishmakill, Lusty Beg, Lusty More, White.

## Vodní režim
Přes jezero protéká řeka Erne, přitéká z jezera Upper Lough Erne a odtéká na západ, kde ústí do zálivu Donegol Atlantského oceánu. Břehy jsou vyvýšené, pokryté lesem.

## Využití
Na jezeře je rozvinutá vodní doprava. Jezero je součástí vodní cesty po řece Erne. Oblast je známá rybařením. Na východním břehu leží město Enniskillen.